# Astrométéorologie
Ne doit pas être confondu avec Météorologie spatiale.
L'astrométéorologie, du grec ἄστρον / astron (« constellation, étoile »), μετέωρος / metéōros (« haut dans le ciel ») et λόγος / lógos (« parole, discours »), est une démarche visant à prévoir le climat saisonnier et le temps à partir de la position et du mouvement des objets célestes. Tradition savante depuis l'Antiquité. Entre 1520 et 1550 son influence est accentuée par les phénomènes catastrophiques et de violence. L'astrométéorologie est l'une des sciences majeures de la météo du XVIe siècle, un savoir qui fait consensus parmi les sciences de la Terre fondées sur la philosophie naturelle d'Aristote et d'astrométéorologie appliquée elle devient  discipline universitaire du Moyen Âge au XVIIIe siècle.

## Antiquité
Les premières traces écrites de corrélations entre les phénomènes météorologiques et les configurations planétaires datent de la civilisation babylonienne. L'astrométéorologie est ensuite l'une des branches de l'astrologie hellénistique (en), avec notamment un ouvrage de Ptolémée.

## Moyen Âge
Pendant la majeure partie de son histoire, l'astrométéorologie a été une tradition savante admise dans les cercles universitaires, souvent en étroite relation avec l'astronomie, l'alchimie, la météorologie, la médecine ainsi qu'avec d'autres branches de l'astrologie.

## XVIeauXVIIIesiècles

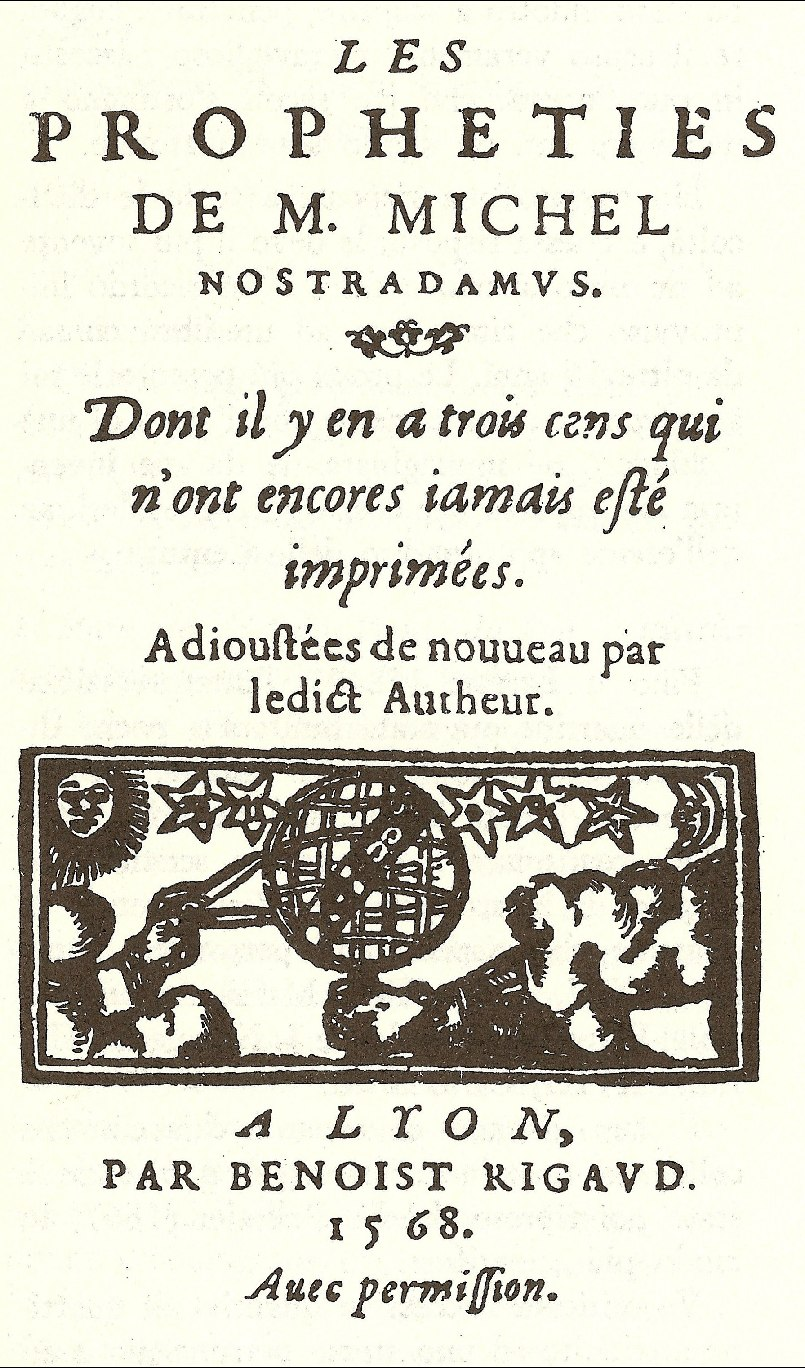
Les Prophéties. Édition de 1568.

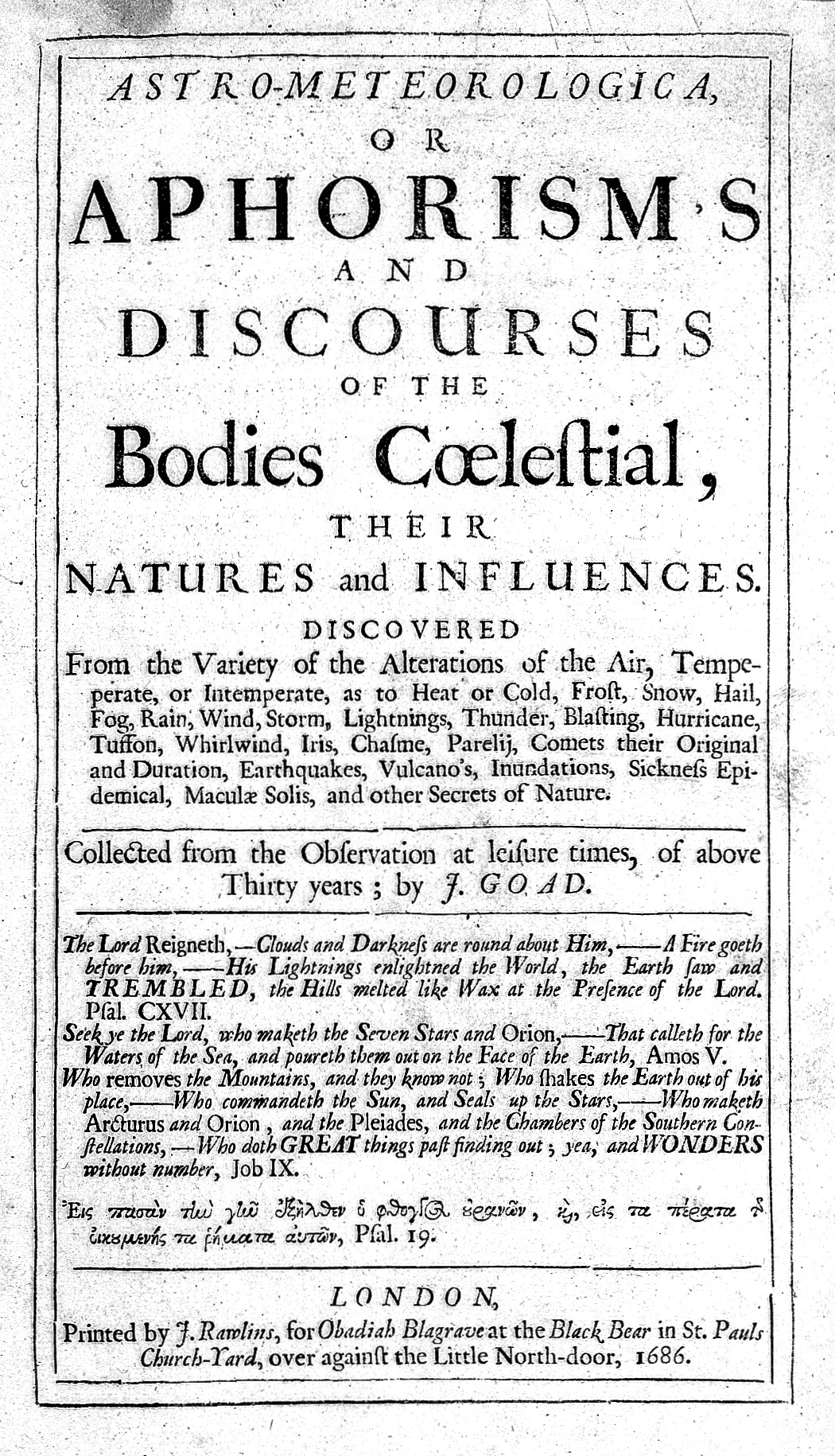
Traité d'astrométéorologie (1686).

À partir de la fin du XVe et la publication du grand calendrier et compost des Bergers, l'ascension scientifique de l'astrométéorologie fait consensus dans la météorologie.
Ainsi, au début du XVIe, siècle, l'astrométéorologie bénéficie d'une tolérance des Églises vis-à-vis de l'astrologie savante, la lecture des événements météorologiques y est conçue comme autant d'expression de la présence divine et se fait en parallèle de la situation politique, elle échappe également aux condamnations pour divination en vertu de la distinction de saint Thomas et l'astrologie, la volonté scientifique de conceptualiser des réalités météorologiques n'exclut pas la croyance collective en une possible prévision des événements climato-astronomiques et manifestation divine.
L'année 1524 marque le début de l'immense succès de l'astrométéorologie. La grande conjonction qui réunit six planètes dans le signe des Poissons génère une augmentation des prédictions catastrophiques dans le milieu météorologique. Pierre Driard interprète la météorologie pluvieuse de mars 1524 à 1526. Cette attention astrométéorologique accordée aux prévisions pluvieuses est souvent citée par les scientifiques du XVIe.
Pour Jean de L’Espine (v. 1500-v. 1570) le passage d’une comète, en 1533, doit engendrer une augmentation de la mortalité.
En 1542 un phénomène météorologique, dénommé le déluge des eaux, touche la Normandie et apparaît dans un almanach sous l'influence de Saturne, attestant de l'expression de la colère divine.
Antoine Mizauld (1510-1578) publie en 1547 le premier livre en français sur l'astrométéorologie pour Catherine de Médicis, devenue reine de France en 1547, s’appuyant sur la conception aristotélicienne d'observation de la nature et de l’univers pour prévoir la pluie, la neige, les vents et les orages à partir de 366 aphorismes, autant que de jours de l’année 1548 qui est bissextile. En 1554 une nouvelle version est publiée, l’Almanach des rustiques, La bibliothèque de Météo-France en conserve un exemplaire qui est dédié à dame Antoinette de Cerisay, femme de Messire François Olivier, chevalier et chancelier de France.
Au milieu du XVIe siècle, l'astrométéorologie et la médecine ne sont pas deux pratiques étrangères l’une à l’autre mais complémentaires. Nostradamus établit la première édition de l'astrométéorologie sous forme de Prophéties, publiée en 1555 par l’imprimeur lyonnais Macé (Matthieu) Bonhomme, il annonce des "phénomènes d’exaltations, tonnerres, éclairs, foudre et de sécheresse" avant la plongée du monde dans la violence extrême. La thématique de l'astrométéorologie sera constamment reprise par d'autres météorologues. Les conceptions de l’époque reposent notamment sur la croyance en une influence du macrocosme, sphères sub et supralunaires, sur le microcosme humain. Jacques Pelletier (1517-1582), auteur entre autres du De pest compendium (1563), attribue l’épidémie de peste à une conjonction défavorable des planètes Saturne et Jupiter.
Pour 1588, l'astrométéorologie annonce entre autres qu’à l’automne une « maladie de peste règnera bien forte sur les rivages du Rhône et Garonne ». Quant à l’hiver il y aura « vertiges de tête, coliques, passions, flux de ventre, verroles et autres infirmités corrosives »
Kepler pensait que l'atmosphère terrestre était sensible aux influences planétaires, par exemple que la conjonction de Saturne et du Soleil produisait un temps froid. Il spéculait que la Terre avait une âme s'étendant jusqu'à la Lune et qu'elle était affectée par les astres, ce qui en retour avait des effets météorologiques. À partir de 1593, Kepler a commencé à enregistrer quotidiennement le temps à Graz, en vue de clarifier l'influence des astres sur le temps. Ses Calendriers de 1617 à 1624 comprennent des prévisions météorologiques, et ses Éphémérides (partie II) pour 1621 à 1629 incluent ses observations météorologiques de 1617 à 1620,.
Un grand volume consacré à l'astrométéorologie est publié à Londres en 1686.

## XIXeauXXIesiècles

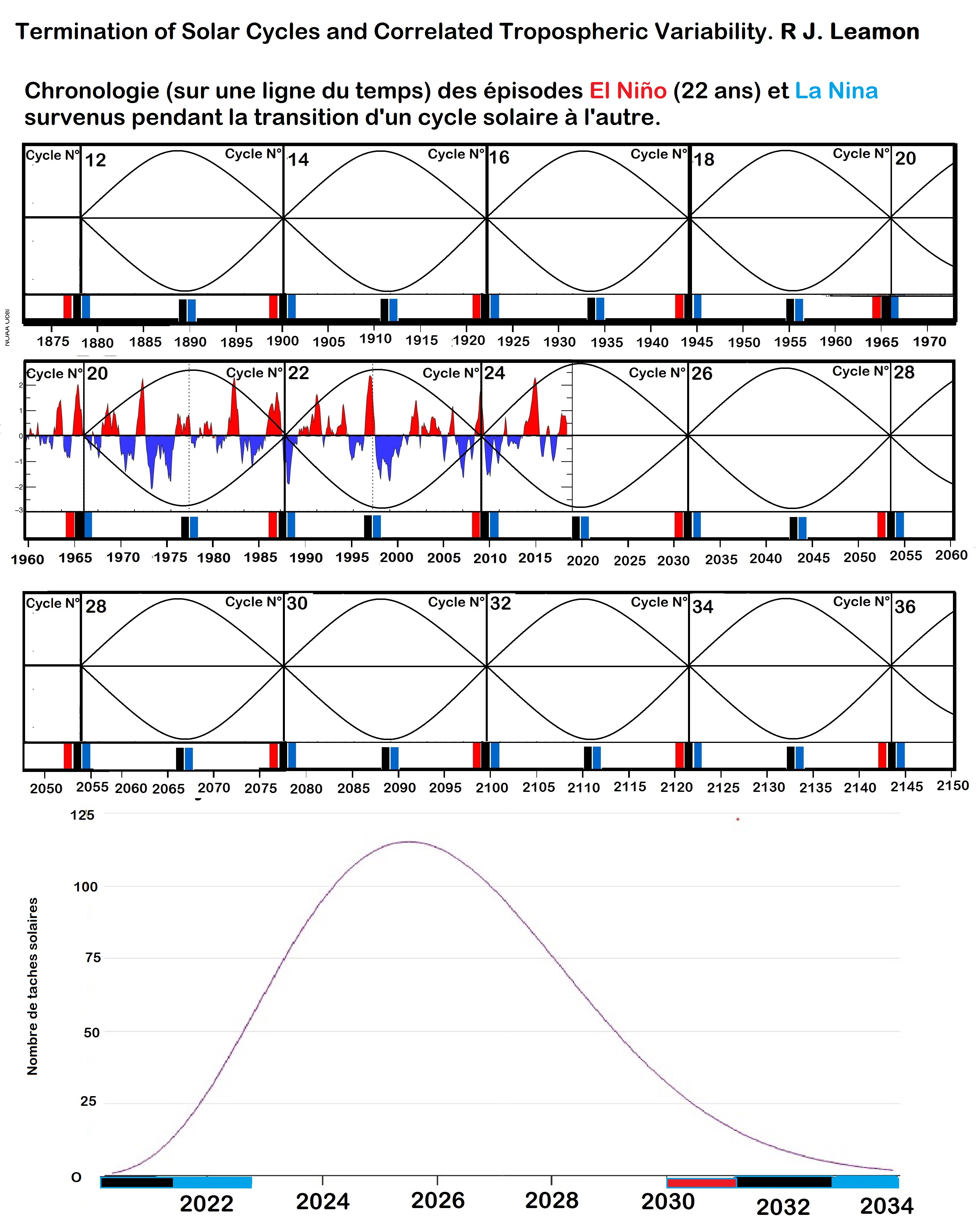
On peut étendre le modèle El Nino vers l’avant ou vers l’arrière par étapes de 22 ans.

Les sociétés astrométéorologiques ont persisté en Grande-Bretagne jusqu'au milieu du XIXe siècle, mais n'ont plus été prises au sérieux par les scientifiques.
Les paysans Indiens se fient encore au XXIe siècle, pour leurs pratiques agriculturales pendant la mousson, à une forme d'astrométéorologie basée sur les nakshatrani.
En 2019, des recherches de l'Atmospheric Science Program, constatent que la variation du climat entre El Niño et La Niña est influencé par des marées lunaires en déclenchant une anomalie de la température de surface de la mer. Les trois mois lunaires : draconiques (passage nodal: 27,212208 jours), sidéraux (période de l’espace inertiel : 27,321 661 jours) et anomalistiques (périgée à périgée: 27,554 551 jours) se combinent pour donner des cycles de 6 ans, 8,85 ans et 18,6 ans,,  La National Science Foundation et le programme Living With a Star ont analysé l’activité solaire sur une période de 22 ans qu’ils ont décrite comme une alternative plus régulière au cycle solaire de 11 ans pour prédire les variations du climat .
Selon l'étude, le cycle de 22 ans commence lorsque les bandes magnétiques de charges opposées qui enveloppent le Soleil apparaissent près des latitudes polaires de l’étoile. Au cours du cycle, ces bandes migrent vers l’équateur, provoquant l’apparition de taches solaires lorsqu’elles traversent les latitudes moyennes. Le cycle se termine lorsque les groupes se rencontrent au milieu, s’annihilant mutuellement dans ce que l’équipe de recherche appelle un événement terminal. Ces «terminators» fournissent des repères précis pour la fin d’un cycle et le début du suivant. Les chercheurs ont comparé ces événements de terminaison aux températures de surface de la mer du Pacifique tropical, remontant jusqu'à 1960, et constaté que les cinq événements de terminaison qui se sont produits au cours de cette période (1960 et 2010-11) coïncidaient tous avec le passage d’El Niño à La Niña,.